# Cordioniscus paragamiani
Cordioniscus paragamiani är en kräftdjursart som beskrevs av Helmut Schmalfuss och Friedhelm Erhard 1998. Cordioniscus paragamiani ingår i släktet Cordioniscus och familjen Styloniscidae. Inga underarter finns listade i Catalogue of Life.